# Щитовий вулкан

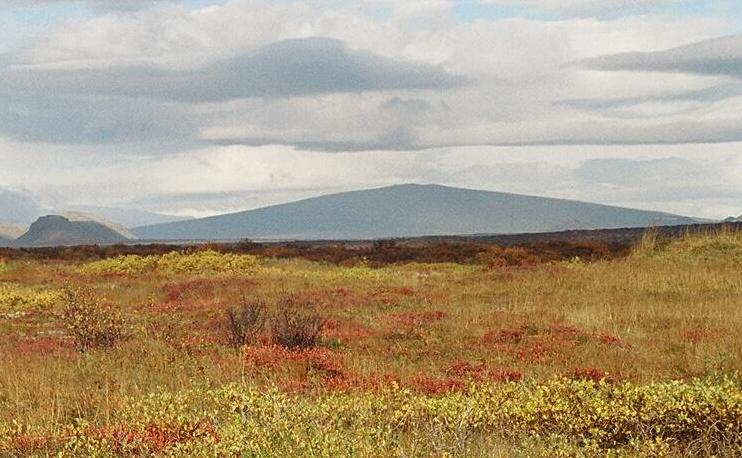
Ск'ялдбрейдур в Ісландії, типовий щитовий вулкан, про що нагадує його назва («широкий щит»)

Щитови́й вулка́н — широкий вулкан із дуже пологими схилами. Цей тип вулканів отримав свою назву від назви ісландського вулкана Ск'ялдбрейдур (ісл. Skjaldbreiður — «широкий щит»), яку він отримав за схожість його обрису зі щитом давнього воїна. Щитові вулкани виникають у місцях виливу з верхньої мантії дуже гарячої й рідкої лави з низьким вмістом вулканічних газів. Завдяки високій температурі й низькій в'язкості така лава тече вільно й розливається на великій площі, перш ніж застигне. Утворюється розлогий, часто витягнутий вулканічний конус із нахилом не більше 5°. Внаслідок широкого розливу лави щитові вулкани зазвичай не дуже високі. Відношення їх висоти до горизонтального розміру лежить у межах від 1:10 до 1:20.

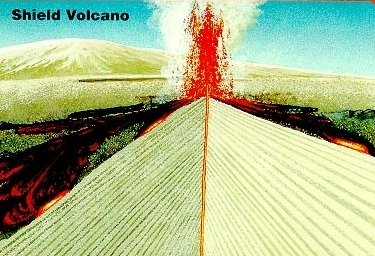
Щитовий вулкан

Щитовими є приблизно 90% активних вулканів світу. Найбільший серед них — Мауна-Лоа на острові Гаваї; усі вулкани Гавайських островів — це щитові вулкани. Щитові вулкани зустрічаються переважно всередині літосферних плит над гарячими точками (як, наприклад, Гаваї чи острови Галапагос), а також у місцях, де край однієї літосферної плити насувається на іншу (як, наприклад, в Ісландії). Щитовий вулкан Пітон-де-ла-Фурнез (2632 м), на острові Реюньйон — один з найактивніших вулканів світу, який вивергається в середньому раз на рік.

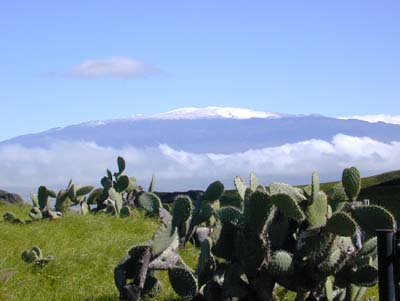
Мауна-Кеа, щитовий вулкан на острові Гаваї.

В'язкість магми, коли вона наближається до поверхні, залежить від її температури й складу. Гавайські вулкани вивергають дуже гарячу лаву з температурою 1200 °C (порівняно з 850 °C у більшості континентальних вулканів). Лава, яка має нижчу густину й в'язкість, виливається вільніше, повільніше застигає і тому не забиває вулканічний канал. Внаслідок цього виверження щитових вулканів відбуваються спокійніше, без потужних вибухів і викидів вулканічних бомб. Вибухи та руйнівні явища спостерігаються лише тоді, коли розжарена лава контактує з водою, хоча рідка лава під тиском вулканічних газів може випліскуватись видовищними фонтанами.
Щитові вулкани зустрічаються не лише на Землі, а й на інших планетах. Найвища відома гора Сонячної системи, Олімп на Марсі (22 км) — також щитовий вулкан. На відміну від Марса вулкани на Землі внаслідок дрейфу тектонічних плит із часом відсуваються від місць виходів магми на поверхню, і через це не встигають набути великого розміру. Тому земні вулкани не такі масивні, як марсіанські.